# Hugo Bonemer
Hugo Angeli Bonemer (Maringá, 25 de juny de 1987) és un actor, actor de veu, presentador i músic del Brasil. Ha interpretat el paper principal a la versió brasilera del musical de Broadway Hair i també ha interpretat a Ayrton Senna a la seva biografia a l'escenari i ha protagonitzat Rock in Rio - The Musical al Brasil i a Portugal. Va ser el guanyador del premi "Botequim Cultural" 2018 per Yank! The Musical i nominat al Cesgranrio de 2016 per la seva actuació a Ordinary Days i també el 2017 per Ayrton Senna - The Musical.
Va estar en dues temporades de A Vida Secreta dos Casais, a la temporada única de Preamar, i la tercera temporada d'O Negócio, totes tres per a HBO. Hugo ha participat en diverses pel·lícules, com ara Confissões de Adolescente i Minha Fama de Mau.
Des del 2014, Bonemer és el doblatge de Branch a Trolls de Dreamworks (en anglès, Justin Timberlake) i de Freddie Mercury a Bohemian Rhapsody (en anglès, Rami Malek).
Des del 2018, Bonemer també és presentador de televisió a Canal Like (Claro Video), entrevistant cineastes i suggerint pel·lícules i sèries al públic.
El març de 2018, Bonemer va revelar que tenia una relació amb el seu company actor Conrado Helt; tots dos van actuar junts al musical Yank! i es van separar el 2019.

## Vida personal
És un cosí segon del conductor de notícies de la famosa Rede Globo William Bonner (el difunt pare de Bonemer, Christian de Toledo Bonemer era cosí germà de Bonner).

## Filmografia

### Sèries de televisió
| Any  | Sèrie                                          | Personatge                | Notes      |
| ---- | ---------------------------------------------- | ------------------------- | ---------- |
| 2024 | Senna                                          | Nelson Piquet             | -          |
| 2016 | A Lei do Amor                                  | Augusto Tavares (1a fase) | -          |
| 2015 | O Negócio                                      | Rodolfo                   | -          |
| 2015 | Alto Astral                                    | Nicolas Romantini         | -          |
| 2015 | As Canalhas                                    | Pedro Henrique            | -          |
| 2014 | Os Homens São de Marte… E é pra lá que eu vou! | Lucas                     | -          |
| 2014 | Fantástico (Quadro: A Mulher da Sua Vida)      | Joven                     | -          |
| 2013 | Malhação                                       | Martín                    | 22 episodi |
| 2013 | 220 volts                                      | Álvares de Azevedo        | -          |
| 2012 | Preamar                                        | Frederico Velasco         | 12 episodi |

### Pel·lícules
| Any  | Títol                            | Personatge  | Notas |
| ---- | -------------------------------- | ----------- | --- |
| 2016 | Minha Fama de Mau                | Bobby Darin | - |
| 2014 | Confissões de Adolescente        | Lucas       | al costat de Sophia Abrahão, Bella Camero, Malu Rodrigues, Clara Tiezzi, Cássio Gabus Mendes i Olívia Torres |
| 2011 | Talvez eu nem saiba o que é isso | Pedro       | - |
| 2009 | Aperte o Play                    | Carlos      | - |

### Director i autor
| Any  | Títol                   | Notes                   |
| ---- | ----------------------- | ----------------------- |
| 2016 | O Noviço, Musical       | obra - director         |
| 2012 | A Outra Face do Espelho | obra - autor            |
| 2011 | O Quebra Nozes          | obra - autor            |
| 2011 | Coppelia                | obra - autor            |
| 2009 | Pedacinho do céu        | obra - director i autor |

### Teatre
| Any         | Títol                       | Personatge         | Directors            | Teatre | Notes                                                                      |
| ----------- | --------------------------- | ------------------ | -------------------- | ------ | -------------------------------------------------------------------------- |
| 2016        | O Noviço, Musical           | Carlos             | Hugo Bonemer         | -      | -                                                                          |
| 2015        | Macho Alfa                  | Luizinho           | Marcelo Serrado      | -      | -                                                                          |
| 2015        | Rock in Rio, 30 anos em 15m | Aleph              | Rodrigo Nogueira     | -      | -                                                                          |
| 2015        | De Camões a Cazuza          | -                  | Sebastião Lemos      | -      | -                                                                          |
| 2015        | Ordinary Days               | Jason              | Reiner Tenente       | -      | -                                                                          |
| 2014        | Romeu e Julieta             | Romeu / Ama        | Marcia Angeli        | -      | -                                                                          |
| 2014        | A História dos Amantes      | Luizinho           | Marcelo Serrado      | -      | -                                                                          |
| 2013        | Sonho de Verão              | Franz              | Marcia Angeli        | -      | -                                                                          |
| 2012 - 2013 | Rock in Rio - O Musical     | Aleph              | João Fonseca         | -      | al costat de Yasmin Gomlevksy, Ícaro Silva, Guilherme Leme i Emilio Dantas |
| 2012        | De Camões a Cazuza          | Alex               | Sebastião Lemos      | -      | -                                                                          |
| 2010 - 2012 | Hair                        | Claude Bukowski    | Charles Möeller      | -      | al costat de Igor Rickli, Letícia Colin i Karin Hils                       |
| 2010        | Coppelia                    | Franz              | Marcia Angeli        | -      | -                                                                          |
| 2009        | Pedacinho do céu            | Petruquio / Lobato | Marcelo Serrado      | -      | -                                                                          |
| 2009        | Bark! - Um Latido Musical   | Rocks / Sam        | José Possi Neto      | -      | -                                                                          |
| 2008        | Cardiff                     | Coro               | André Garolli        | -      | -                                                                          |
| 2008        | Mulheres de Shakespeare     | Romeu              | Jô K. y Brian Penido | -      | -                                                                          |
| 2007        | Bela Adormecida             | Príncipe           | Marcia Angeli        | -      | -                                                                          |
| 2006        | Cinderella                  | Príncipe           | Marcia Angeli        | -      | -                                                                          |
| 2001        | A Bela e a Fera             | Lumiére            | Marcia Angeli        | -      | -                                                                          |
| 2000        | O Mágico de Oz              | Leão               | Marcia Angeli        | -      | -                                                                          |
| 1998        | O Quebra-Nozes              | Quebra-Nozes       | Marcia Angeli        | -      | -                                                                          |
| 1995        | Sítio do Pica-pau Amarelo   | Pedrinho           | Marcia Angeli        | -      | -                                                                          |
| 1994        | O Pequeno Alfaiate Valente  | Alfaiate           | Rô Fagundes          | -      | -                                                                          |

## Premis i nominacions
| Any  | Categoria            | Premi                          | Sèrie/Obra  | Resultat  |
| ---- | -------------------- | ------------------------------ | ----------- | --------- |
| 2015 | Prêmio Contigo de TV | Novela                         | Alto Astral | Nominat   |
| 2015 | Perfil Jovem         | Prêmio Jovem                   | -           | Nominat   |
| 2014 | Ator Revelação       | Overtrofeu (Portal Overtube)   | Malhação    | Guanyador |
| 2014 | Novela               | Prêmio Contigo de TV           | Malhação    | Nominat   |
| 2014 | Perfil Jovem         | Prêmio Jovem                   | Malhação    | Nominat   |
| 2014 | Melhor Ator          | Troféu Internet (SBT)          | Malhação    | Nominat   |
| 2011 | -                    | Faz Diferença (Jornal O Globo) | Hair        | Nominat   |
| 2010 | -                    | APTR                           | Hair        | Nominat   |
| 2010 | -                    | Arte Qualidade Brasil          | Hair        | Nominat   |
| 2010 | Ator                 | Arte Qualidade Brasil          | Hair        | Nominat   |